# Медіана-де-Арагон
Медіана-де-Арагон (ісп. Mediana de Aragón) — муніципалітет в Іспанії, у складі автономної спільноти Арагон, у провінції Сарагоса. Населення — 481 особа (2010).
Муніципалітет розташований на відстані близько 280 км на північний схід від Мадрида, 24 км на південний схід від Сарагоси.

## Демографія
Динаміка населення (INE ):